# Bangor Castle
Bangor Castle er en country house, der ligger i Castle Park i Bangor, Nordirland. Bygningen, der også kaldes Bangor Town Hall og den bruges i dag til kontorer af Ards and North Down Borough Council. Det er en listed building i klasse A.